# Drajinac
Drajinac (en serbe cyrillique : Драјинац) est un village de Serbie situé dans la municipalité de Svrljig, district de Nišava. Au recensement de 2011, il comptait 535 habitants. Drajinac est également connu sous le nom de Drainac.

## Démographie
| 1948  | 1953  | 1961  | 1971  | 1981  | 1991 | 2002 | 2011 |
| ----- | ----- | ----- | ----- | ----- | ---- | ---- | ---- |
| 1 536 | 1 537 | 1 371 | 1 077 | 1 033 | 886  | 706  | 535  |

|  |